# 康生通南
康生通南（こうせいどおりみなみ）は、愛知県岡崎市の町名。現行行政地名は康生通南1丁目から康生通南3丁目。

## 地理
岡崎市の西部に位置し、中心街の一角に相応する。町内に小字は持たない。

## 小・中学校の学区
市立小・中学校に通う場合、学区は以下の通りとなる。
| 番・番地等 | 小学校             | 中学校             |
| ---------- | ------------------ | ------------------ |
| 全域       | 岡崎市立連尺小学校 | 岡崎市立城北中学校 |

## 歴史
- 1957年（昭和32年）11月15日 - 康生町・籠田町・伝馬町・六地蔵町の各一部より、康生通南1〜3丁目が成立[5][6]。

## 交通
- 国道1号
  - 東海道
- 愛知県道39号岡崎足助線
- 愛知県道56号名古屋岡崎線
- 愛知県道483号岡崎幸田線
  - 本町通り
  - 殿橋
- 伝馬通り
- 西康生通り
- 東康生通り
- 総門通り
- 竹千代通り
- 中央緑道

## 施設
- 碧海信用金庫 岡崎支店
- 十六銀行 岡崎支店
- 中部電力 康生変電所
- NTT西日本岡崎ビル
- ユアサ商事 岡崎支店[7]
- 西岸寺
- 康生医院
- 岡崎第一ホテル
- 岡崎市社会福祉協議会サービスセンター

## ギャラリー
- 殿橋と乙川
- 康生通南2丁目交差点
- 康生医院
- 国道1号
- 愛知県道39号岡崎足助線
- 愛知県道483号岡崎幸田線
- 岡崎第一ホテル
- NEKKO OKAZAKI（2022年7月22日オープン）[8]
- 岡崎市社会福祉協議会サービスセンター
- 太陽生命岡崎ビル
- 岡崎康生郵便局
- 喫茶スモーコ
- 整備前の中央緑道
- 整備中の中央緑道

## その他

### 日本郵便
- 郵便番号 : 444-0044[2]（集配局：岡崎郵便局[9]）。

## 参考資料
- 「角川日本地名大辞典」編纂委員会 編『角川日本地名大辞典 23 愛知県』角川書店、1989年。
- 平凡社 編『日本歴史地名大系 23 愛知県の地名』1981年。
- 新編岡崎市史編さん委員会 編『新編岡崎市史 資料 現代 11』1983年。
- 新編岡崎市史編さん委員会 編『新編岡崎市史 総集編 20』1993年。